# Камерер, Адальберт Филипп
Адальберт Филипп Каммерер (нем. Adalbert Philipp Cammerer; 25 июня 1786, Бамберг — 15 июля 1848, Рига) — немецкий поэт и прозаик.
Сын нотариуса. Учился в Бамберге, затем в Дерптском университете, который окончил по отделению теологии в 1811 году, с серебряной медалью. Работал учителем во Фредриксгаме (1811—1812), Вайссенштайне (1812—1815), Ревеле (1815—1820), Риге (1820—1823). Затем ненадолго вернулся в Германию, после чего в 1827—1839 гг. был учителем в Якобштадте.
Дебютировал в печати сборником стихов «Мои часы отдохновения» (нем. Meine Erholungsstunden), изданным в 1808 году в Кульмбахе. В 1812 году выпустил в Дерпте отдельным изданием элегию «Германский юноша юношеству Германии» (нем. Teutschlands Jünglingen ein Teutscher Jüngling). Эпическая поэма «Новая Россиада» (нем. Die neue Rossiade), написанная гекзаметром и посвящённая победе России в Отечественной войне 1812 года, напечатана в 1815 году в Санкт-Петербурге (песни I—III и отрывки из IV и VI песен), там же и в том же году отдельным изданием вышло стихотворение «Воображаемый полёт к Ориону» (нем. Traumflug in den Orion). Ещё одно стихотворение, «К Греции» (нем. Für Griechenland), было напечатано в 1823 году в Риге. Кроме того, Каммереру принадлежит опубликованное в Ревеле в 1817 году и написанное в стихах мнемоническое пособие по употребление предлогов в немецком языке (нем. Die sämmtlichen Präpositionen, oder Verhältnisswörter der teutschen Sprache, in Versen). Обратившись к прозе, в 1824 году выпустил в Бамберге автобиографическую книгу «Отрывки из дневника путешествия одного студента зимой и весной 1808 года из Бамберга в Петербург» (нем. Bruchstücke aus dem Tagebuche einer Studentenreise durch Winter und Frühling von 1808, von Bamberg nach S. Petersburg). Последней изданной работой Каммерера стала поэма «Трейденская Дева. Историко-романтическая картина из первых дней Ливонии» (нем. Die Jungfrau von Treiden. Ein historisch-romantisches Gemälde aus der Vorzeit Livlands; 1848) — первое художественное изложение сюжета о Турайдской Розе.